# Jan Krzemiński
Jan Krzemiński (ur. 8 września 1922 w miejscowości Królówlas k. Tczewa, zm. 13 maja 2008) – weteran 1. Dywizji Pancernej gen. Stanisława Maczka, uhonorowany polskimi i brytyjskimi odznaczeniami wojennymi; Honorowy Obywatel Bredy.
Zmarł w wieku 86 lat. Pochowany został na cmentarzu katolickim Zuylen w Bredzie (Holandia).